# Qatar ai Giochi della XXXI Olimpiade
Il Qatar ha partecipato ai Giochi della XXXI Olimpiade, che si sono svolti a Rio de Janeiro, Brasile, dal 5 al 21 agosto 2016, con una delegazione di 37 atleti impegnati in 10 discipline. Portabandiera alla cerimonia di apertura è stato il cavaliere Ali Al-Thani, alla sua prima Olimpiade.
Si è trattato della nona partecipazione di questo paese ai Giochi estivi. Per la prima volta è stata conquistata una medaglia d'argento grazie a Mutaz Essa Barshim, già vincitore della medaglia di bronzo a Londra 2012 nel salto in alto.

## Medagliere
| Medaglia | Atleta             | Sport            | Evento                 |
| -------- | ------------------ | ---------------- | ---------------------- |
| Argento  | Mutaz Essa Barshim | Atletica leggera | Salto in alto maschile |